# Відновна атмосфера
Відно́вна атмосфе́ра — атмосферні умови, в яких завдяки відсутності кисню та інших окиснювачів окиснення пригнічене. Зазвичай для отримання таких умов використовують азот або водень. Відновна атмосфера використовується у відпалювальних печах для релаксації напружень у металах без корозії.
Вважається, що відновна атмосфера існувала на прадавній Землі до того, як завдяки дії ціанобактерій виділився кисень.
| Земля | Це незавершена стаття з географії. Ви можете допомогти проєкту, виправивши або дописавши її. |